# Hippocampus
Hippocampus è un genere di pesci della famiglia Syngnathidae che comprende attualmente 54 specie di pesci d'acqua salata conosciuti comunemente come cavallucci marini o ippocampi, per via della testa che ricorda quella di un piccolo cavallo.

## Descrizione

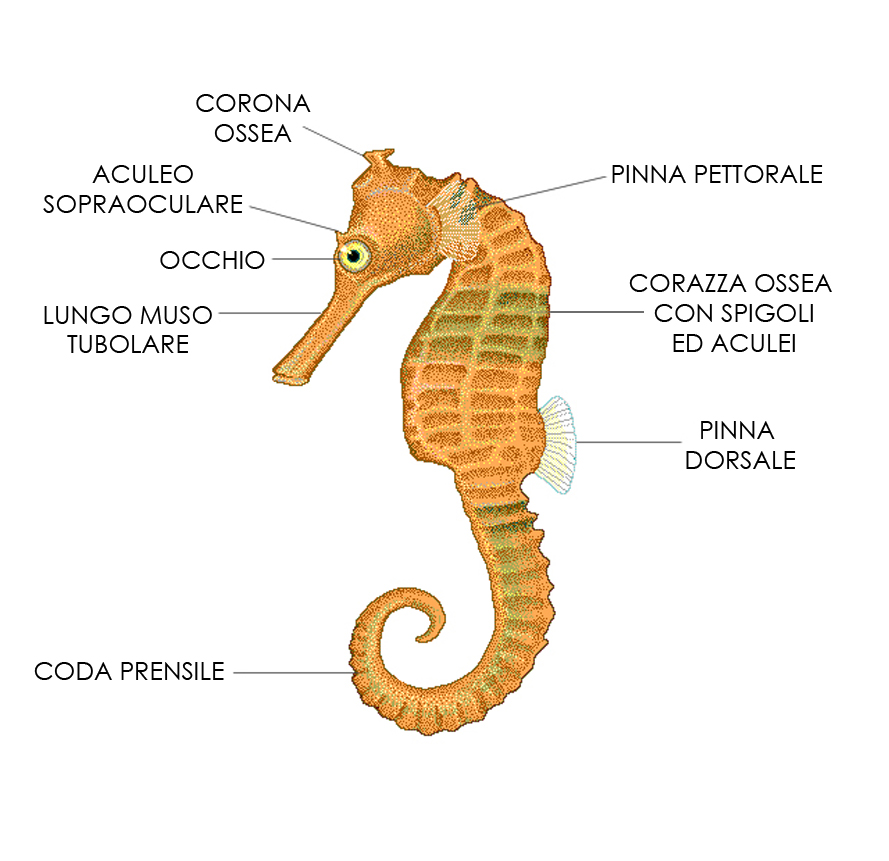
Anatomia di un cavalluccio marino

Tutti i pesci del genere Hippocampus presentano le identiche caratteristiche fisiche e si distinguono dal resto dei pesci. Essi non nuotano all’indietro e la struttura fisica è incentrata su un asse verticale anziché orizzontale, quindi i cavallucci marini hanno posizione eretta, anche se durante il nuoto assumono una posizione più idrodinamica, avanzata. Un collo arcuato posiziona la testa in avanti, dalla caratteristica forma equina e con un muso allungato e tubolare. Le pinne pettorali (se presenti) sono posizionate come sempre dopo le aperture branchiali, ma la particolare forma fisica le fa somigliare più a delle orecchie equine. Il dorso è poco pronunciato, con una pinna dorsale mentre il profilo ventrale è particolarmente arcuato. La pinna caudale in realtà è un prolungamento del corpo, è mobile e prensile, usata come arto e come sostegno. Durante il nuoto spesso è arrotolata su sé stessa. L'intero corpo è rafforzato da una corazza ossea, in molte specie arricchita da spigoli e aculei che rendono il cavalluccio marino una preda poco appetitosa. Caratteristici sono degli spigoli sopraoculari e una corona ossea intorno alla testa. In molte specie la struttura della corazza ossea accentua il già elevato mimetismo della colorazione.

Le dimensioni variano da specie a specie, come anche la livrea.

Possiedono anche la vescica natatoria, organo che funge da serbatoio contenente una miscela di ossigeno e altri gas, che permette il galleggiamento (controllo della propria posizione nella colonna d'acqua).

## Biologia

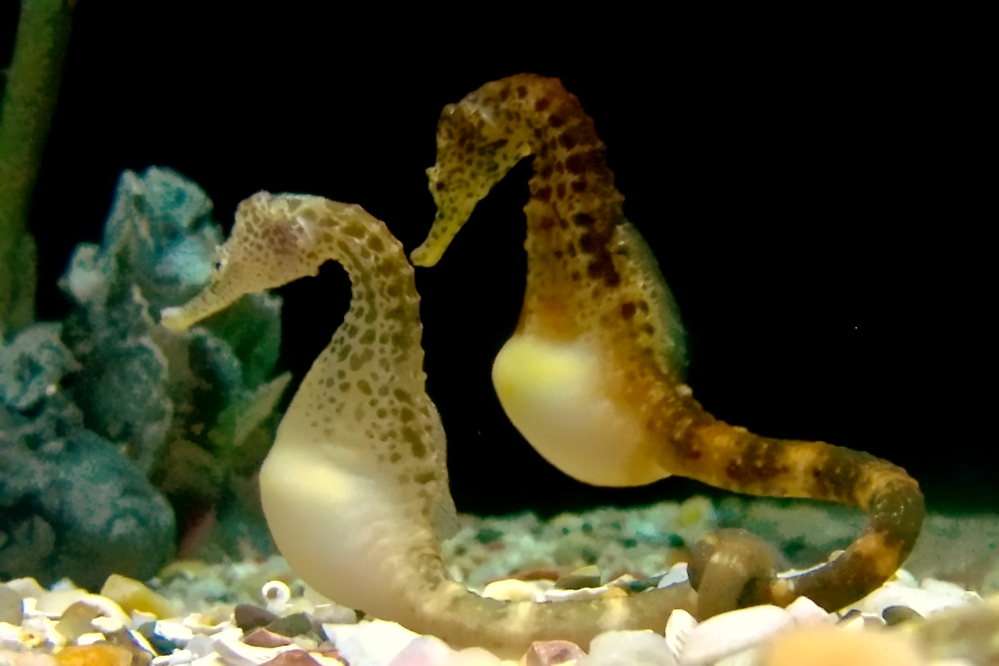
Due maschi gravidi

### Riproduzione
La femmina depone le uova in una speciale sacca incubatrice nel ventre del maschio, situata vicino all'apertura anale. Alla schiusa, il maschio espelle gli avannotti con delle contrazioni addominali simili al parto femminile, evento piuttosto insolito in natura, chiamato gravidanza maschile. I piccoli vengono partoriti in numero di circa 500.

## Distribuzione e habitat
I cavallucci marini si trovano in tutte le acque del mondo tranne quelle glaciali, prevalentemente in prossimità delle coste dove trovano rifugio e sostegni dove potersi ancorare durante i movimenti con la lunga coda prensile. Sono particolarmente diffusi nelle barriere coralline e nelle praterie di fanerogame marine come la Posidonia oceanica.

## Tassonomia
Il genere comprende le seguenti specie.
- Hippocampus abdominalis Lesson, 1827
- Hippocampus alatus Kuiter, 2001
- Hippocampus algiricus Kaup, 1856
- Hippocampus angustus Günther, 1870
- Hippocampus barbouri Jordan & Richardson, 1908
- Hippocampus bargibanti Whitley, 1970
- Hippocampus biocellatus Kuiter, 2001
- Hippocampus borboniensis Duméril, 1870
- Hippocampus breviceps Peters, 1869
- Hippocampus camelopardalis Bianconi, 1854
- Hippocampus capensis Boulenger, 1900
- Hippocampus colemani Kuiter, 2003
- Hippocampus comes Cantor, 1849
- Hippocampus coronatus Temminck & Schlegel, 1850
- Hippocampus curvicuspis Fricke, 2004
- Hippocampus debelius Gomon & Kuiter, 2009
- Hippocampus denise Lourie & Randall, 2003
- Hippocampus erectus Perry, 1810
- Hippocampus fisheri Jordan & Evermann, 1903
- Hippocampus fuscus Rüppell, 1838
- Hippocampus grandiceps Kuiter, 2001
- Hippocampus guttulatus Cuvier, 1829
- Hippocampus hendriki Kuiter, 2001
- Hippocampus hippocampus (Linnaeus, 1758)
- Hippocampus histrix Kaup, 1856
- Hippocampus ingens Girard, 1858
- Hippocampus jayakari Boulenger, 1900
- Hippocampus jugumus Kuiter, 2001
- Hippocampus kelloggi Jordan & Snyder, 1901
- Hippocampus kuda Bleeker, 1852
- Hippocampus lichtensteinii Kaup, 1856
- Hippocampus minotaur Gomon, 1997
- Hippocampus mohnikei Bleeker, 1853
- Hippocampus montebelloensis Kuiter, 2001
- Hippocampus multispinus Kuiter, 2001
- Hippocampus paradoxus Foster & Gomon, 2010
- Hippocampus patagonicus Piacentino & Luzzatto, 2004
- Hippocampus pontohi Lourie & Kuiter, 2008
- Hippocampus procerus Kuiter, 2001
- Hippocampus pusillus Fricke, 2004
- Hippocampus queenslandicus Horne, 2001
- Hippocampus reidi Ginsburg, 1933
- Hippocampus satomiae Lourie & Kuiter, 2008
- Hippocampus semispinosus Kuiter, 2001
- Hippocampus severnsi Lourie & Kuiter, 2008
- Hippocampus sindonis Jordan & Snyder, 1901
- Hippocampus spinosissimus Weber, 1913
- Hippocampus subelongatus Castelnau, 1873
- Hippocampus trimaculatus Leach, 1814
- Hippocampus tyro Randall & Lourie, 2009
- Hippocampus waleananus Gomon & Kuiter, 2009
- Hippocampus whitei Bleeker, 1855
- Hippocampus zebra Whitley, 1964
- Hippocampus zosterae Jordan & Gilbert, 1882

Le 2 specie Hippocampus hippocampus e Hippocampus guttulatus sono le sole presenti nel Mar Mediterraneo, mari italiani compresi.

## Conservazione
Tutte le specie del genere Hippocampus sono state inserite nella Appendice II della Convention on International Trade of Endangered Species (CITES). Nonostante molti divieti internazionali, in alcuni paesi è pescato per essere poi venduto essiccato come oggetto decorativo o curativo specialmente sul mercato asiatico.

## Nelle arti
Le forme caratteristiche dei cavallucci marini non sono certo sfuggite ai popoli antichi, che lo ritenevano un animale divino. Non è un caso che la mitologia greca associ la creazione del cavallo al dio del mare Poseidone, che sarà spesso raffigurato con un carro trainato da ippocampi. Il cavalluccio marino nell'arte è quindi rappresentato sia come appare nella realtà che, soprattutto, come animale mitologico, commistione tra creatura terrestre e marina.

## Nella cultura di massa
L'ippocampo nel calcio italiano è il simbolo sia della Salernitana (dal 1949) che del Cesena.

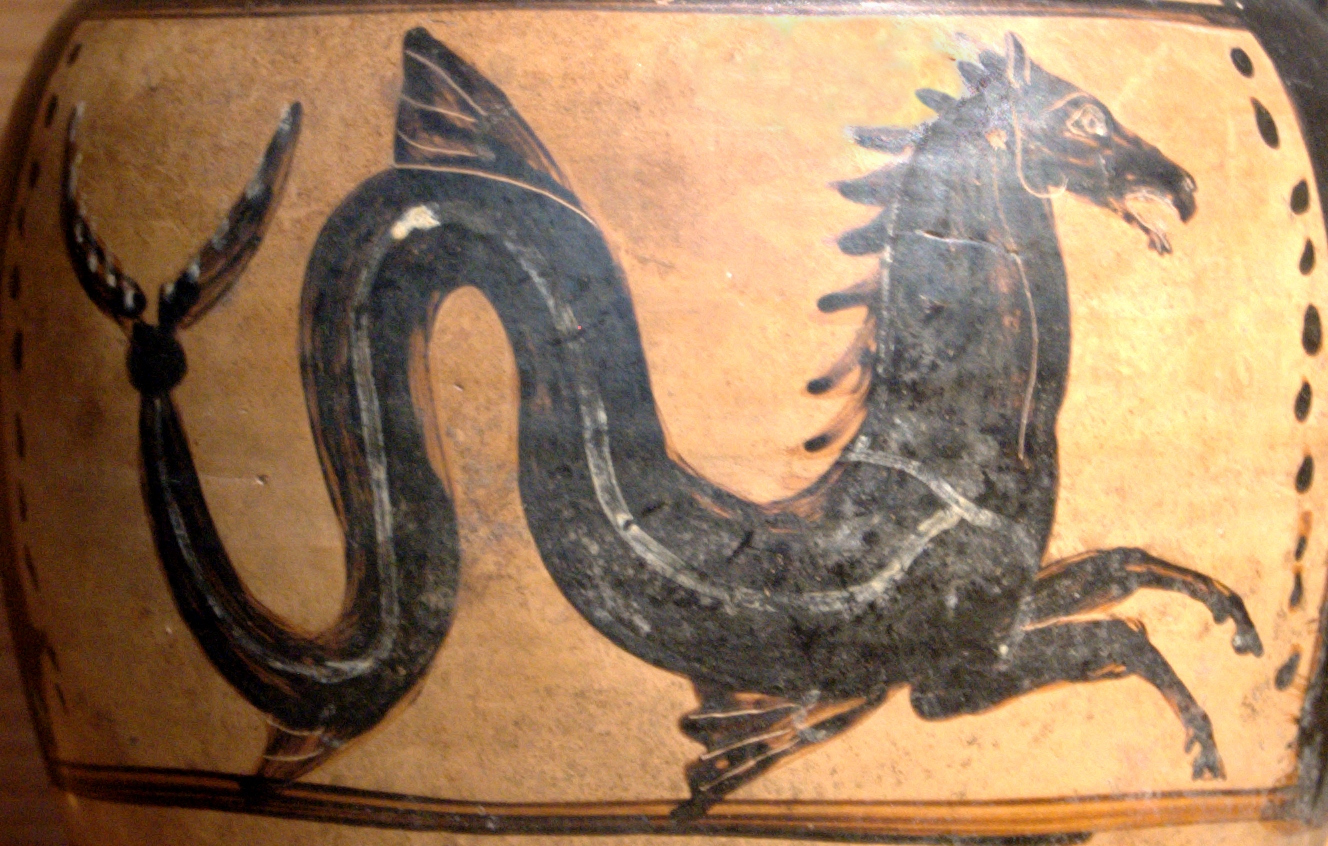
Anfora a figure nere di Capua, V secolo a.C., Parigi, Louvre
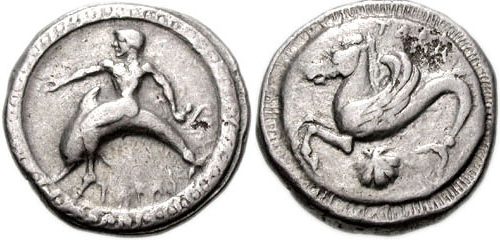
Moneta pugliese del V secolo a.C.
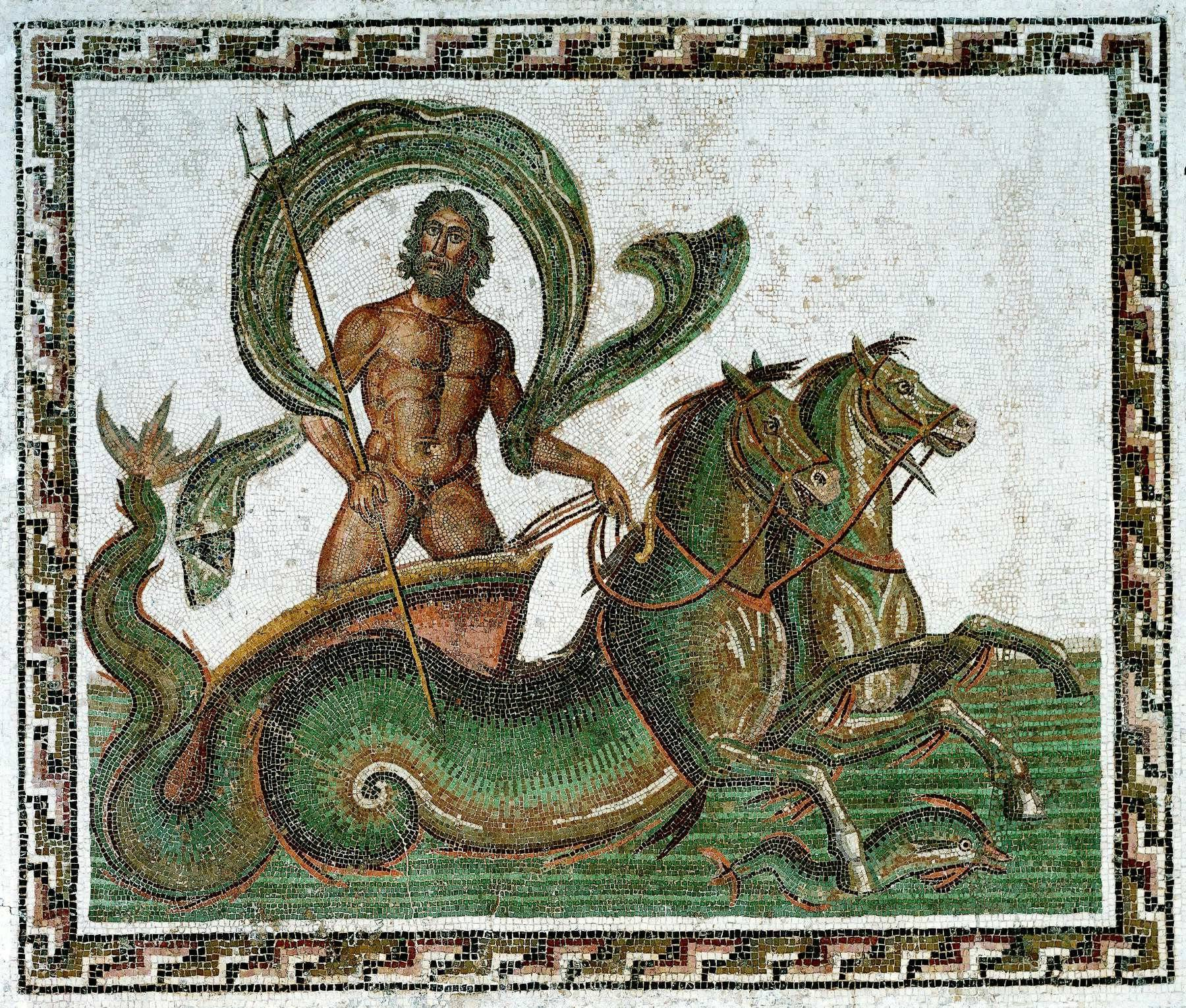
Mosaico di Nettuno, Susa, III secolo d.C.
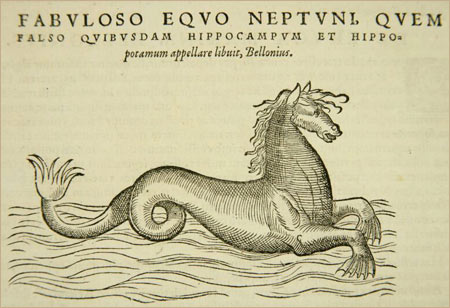
Disegno di Conrad Gessner, 1563
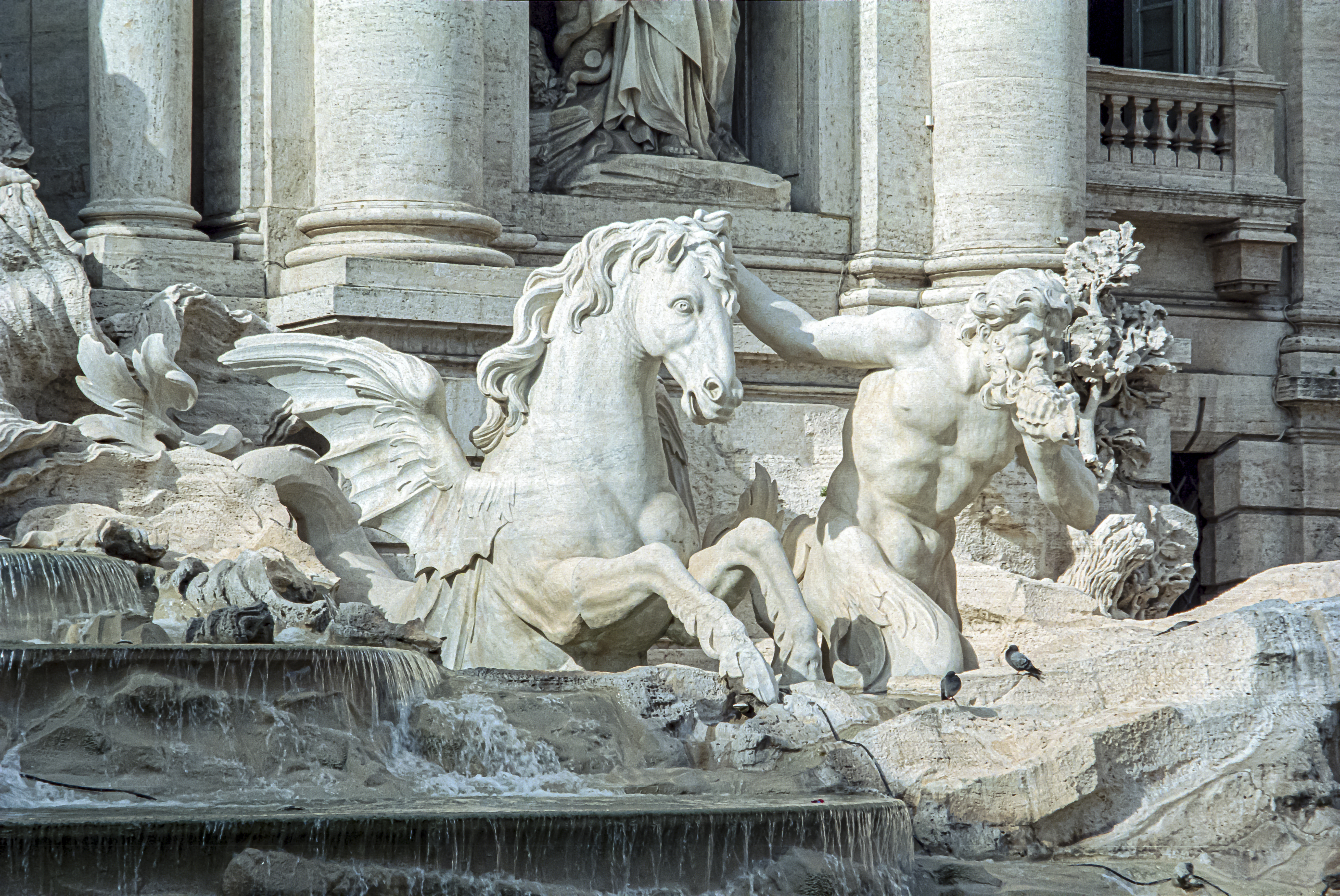
Uno dei cavalli marini nella Fontana di Trevi, Roma, XVIII secolo
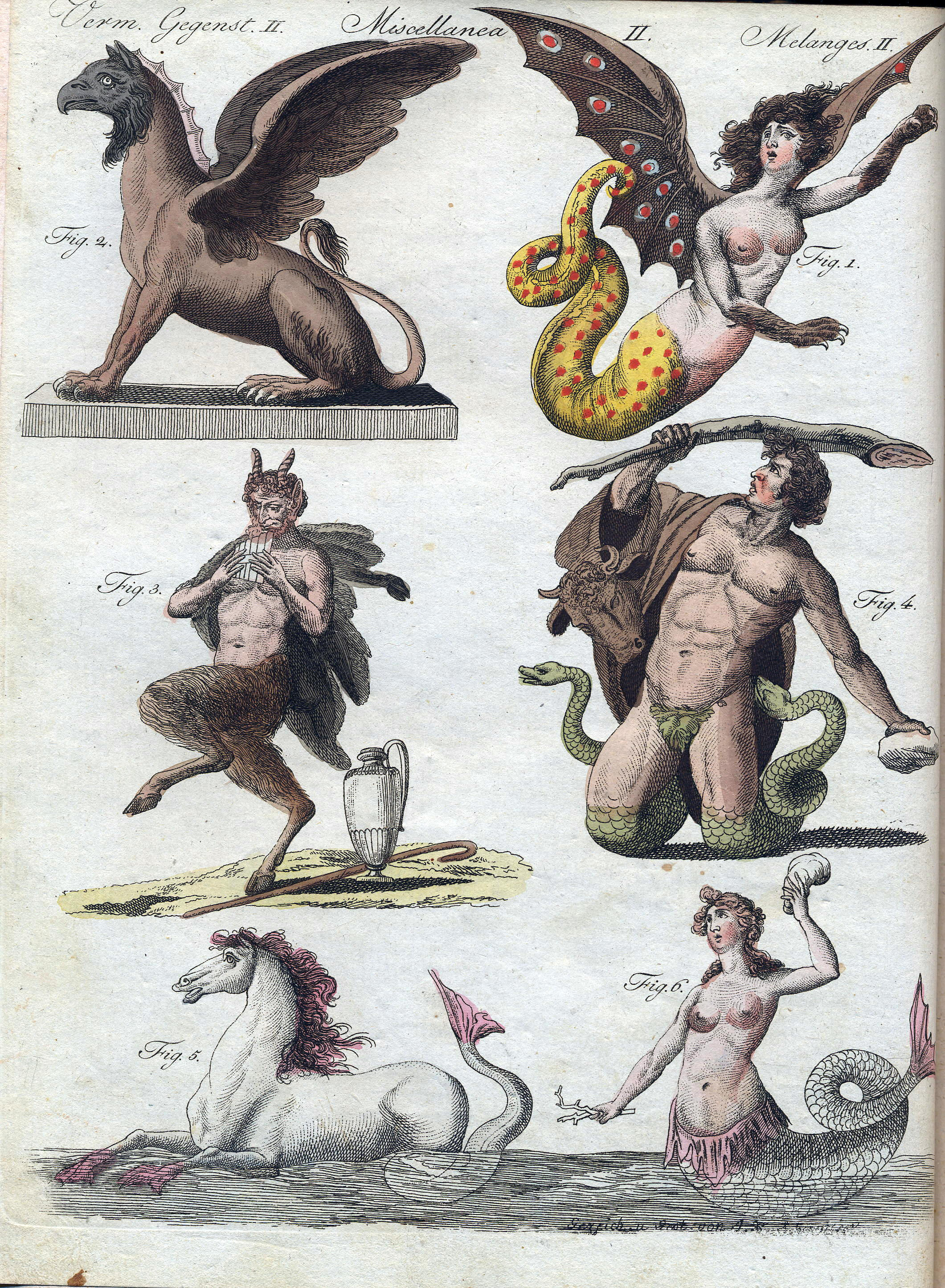
Friedrich Justin Bertuch, Bilderbuch für Kinder, 1806
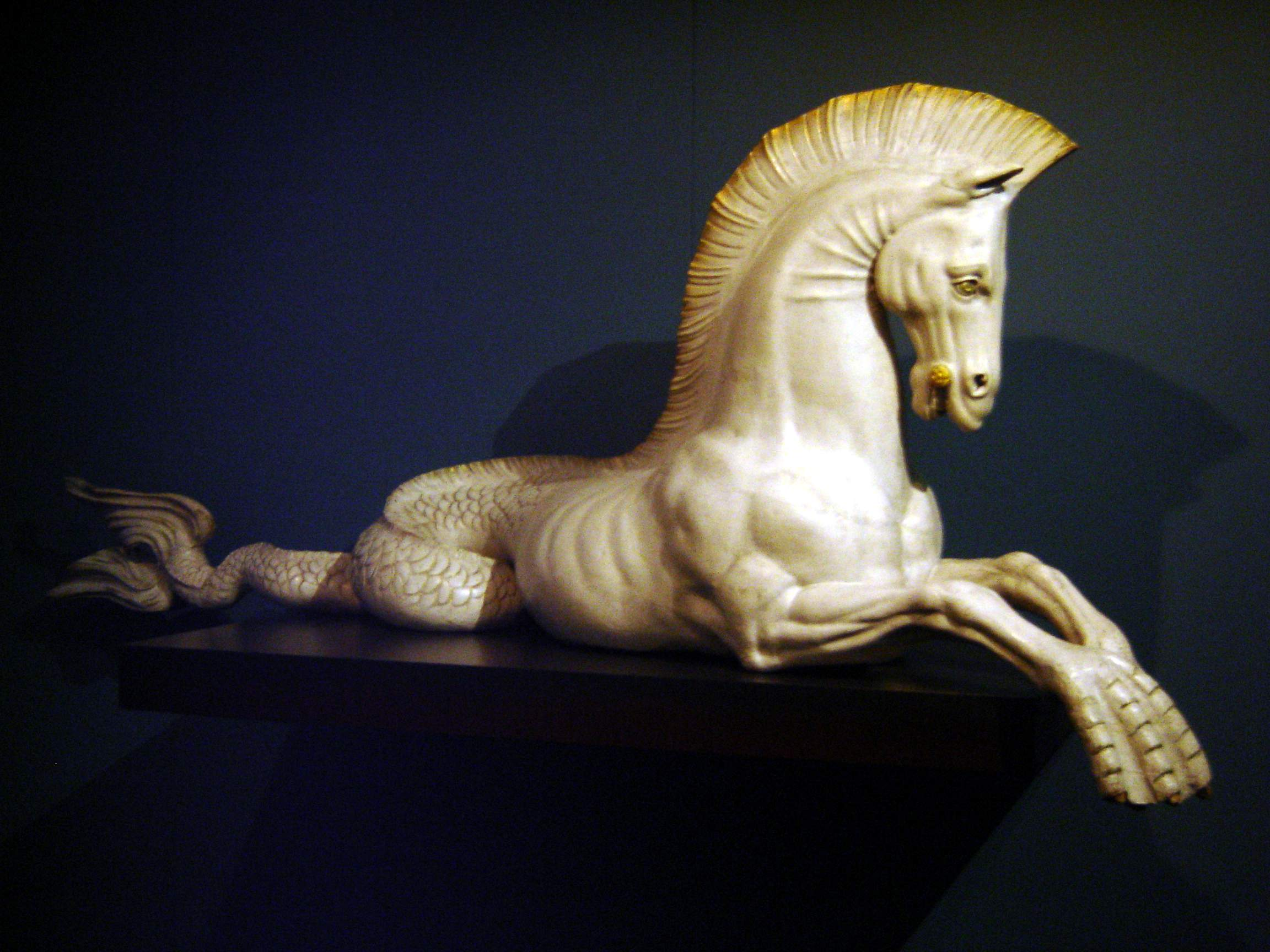
Statua del XIX secolo
Vecchio stemma di Maiori